# Illumination (empresa)
Illumination (anteriormente conocida como Illumination Entertainment) es una compañía de producción de cine de animación estadounidense, fundada en 2007 por Chris Meledandri. La compañía es propiedad de Universal Pictures, una división de Comcast a través de su subsidiaria NBCUniversal. Meledandri produce las películas, mientras que Universal financia y distribuye todas las películas. El estudio es el creador de las franquicias Despicable Me, The Secret Life of Pets y Sing, y las adaptaciones cinematográficas de los libros de Dr. Seuss, El Lorax y ¡Cómo el Grinch robó la Navidad!, así como adaptaciones cinematográficas de videojuegos de Nintendo, comenzando con Super Mario Bros.: La película. Los Minions, personajes de la serie Despicable Me, son las mascotas del estudio.

## Historia
Chris Meledandri dejó su cargo como presidente de 20th Century Fox Animation a principios de 2007 y fundó Illumination Entertainment. En 2008, un acuerdo fue anunciado como el lazo de Illumination, y su posicionamiento con NBCUniversal, una empresa de entretenimiento familiar, que produciría una a dos películas al año, a partir de 2010. Es una filial de Universal que es distribuidora exclusiva de las películas, pero Illumination mantiene el control creativo sobre sus películas, es una compañía de producción independiente.
Con la llegada de Illumination a Universal, comenzó la producción de varios proyectos, el primero constaba de una película familiar basada en la historia original desarrollada por Sergio Pablos, se tituló Despicable Me, la película se estrenó en 2010 y fue todo un éxito mundial logrando recaudar aproximadamente 543 113 985 dólares por todo el mundo, luego se mantuvo el proyecto de realizar una película de imagen real, fue así como nació Hop, la cual se estrenó en 2011 y logró recaudar $183 953 723 dólares, aunque tuvo buena recepción y crítica por parte de la audiencia más tarde Illumination terminaría por hacerla a un lado de su Set de películas, después se comenzó la producción de una re-adaptación del cuento infantil creado por Dr. Seuss: The Lorax; esta se estrenó en 2012 y recaudó 348,8 millones de dólares, con esta buena racha Illumination logró empezar a posicionarse entre las grandes empresas competidoras.
En 2011, inició la producción de una secuela de Despicable Me (2010), la cual estaba planeada para su estreno en 2012, sin embargo su estreno se retrasó hasta 2013; cabe señalar que esta secuela contó con una participación económica a la empresa muy alta, además de que recaudó 970 761 885 dólares casi el doble que su antecesora, la película estuvo nominada a dos Premios de la Academia, por mejor película animada y mejor canción original "Happy" de Pharrell Williams, ese mismo año nació la idea de hacer un spin-off sobre los Minions, la cual se estrenaría en 2015, esta película logró convertirse en la 3.ª película animada más taquillera de todos los tiempos recaudando $1 159 398 397 dólares, lo cual logró posicionar a Illumination por encima de empresas de animación famosas, más tarde comenzaría la producción de dos películas para el año siguiente las cuales se estrenarían en junio y noviembre consecutivamente, la primera titulada The Secret Life of Pets, recaudó 875 457 937 dólares, y la última titulada Sing, esta última logró recaudar 632 443 719 dólares.
En 2015, se empezó la producción de una tercera película de Despicable Me, esta se estrenaría en 2017, recaudó 1 034 799 409 dólares logrando superar a sus antecesoras y quedando detrás de Minions, esta fue la cuarta película de la franquicia, ese mismo año se empezó la re-adaptación de The Grinch, la cual tuvo buena aceptación y recepción por parte de la crítica, logrando una recaudación de 511 303 509 dólares, luego en 2019, la secuela de La vida secreta de tus mascotas se estrenaría siendo como de costumbre todo un éxito comercial a pesar de haber recaudado $431 millones de dólares, poco más de la mitad de lo que hizo su antecesora.
En 2020 la pandemia de COVID-19 ocasiono que las secuelas de Sing y Minions se retrasaran y no estrenaran nada en dicho año. Fue hasta finales de 2021 que se estrenaría Sing 2 siendo todo un hallazgo pues a pesar de quedar debajo de su predecesora, esta consiguió unos potentes 408 millones de dólares durante la pandemia y enfrentándose al fenómeno global de Spider-Man: No Way Home. Al año siguiente el estudio volvería a demostrar su poder con Minions: The Rise of Gru, secuela de la cinta de 2015 que aunque no estuvo al mismo nivel de su predecesora si se convirtió en un fenómeno mundial que recaudo 940 millones de dólares, haciendo que se pusiera en marcha una nueva entrega de la saga de Mi villano favorito. Nuevamente un año después en 2023 estrenarían otro gran fenómeno global en colaboración con Nintendo, una cinta animada de la popular franquicia de Mario Bros. titulada The Super Mario Bros. Movie que rompería varios récords en taquilla desde su estreno, la película con más de 1.3 mil millones de dólares recaudados se convirtió en su momento en la producción más taquillera del estudio, la cinta basada en videojuegos de mayor recaudación y la tercera cinta animada más taquillera de todos los tiempos solo debajo de Frozen II y El Rey León (2019), entrando al puesto no. 15 a nivel general; ese mismo año en diciembre se estrenó un original titulada Migration que a pesar de estrenar flojo terminó recaudando 298 millones de dólares siendo redituable para su costo de producción. Recién en 2024 se estrenó la cuarta entrega de Mi villano favorito, con poco tiempo en taquilla ya ha hecho fuertes números que le garantizaron rentabilidad. Mucho se le puede criticar a Illumination como estudio en su apartado artístico, pero algo que no se negara es que no ha visto ningún fracaso comercial hasta la fecha.

## Largometrajes

### Estrenados
| #  | Título                         | Fecha de estreno | Director(es)                                        | Escritor(es)                                                                           | Productores                                                                          | Compositor(es)                                  | Presupuesto | Recaudación |
| -- | ------------------------------ | ---------------- | --------------------------------------------------- | -------------------------------------------------------------------------------------- | ------------------------------------------------------------------------------------ | ----------------------------------------------- | ----------- | ----------- |
| 1  | Despicable Me                  | 2010             | Pierre Coffin y Chris Renaud                        | Historia original: Sergio Pablos Guion: Cinco Paul y Ken Daurio                        | Chris Meledandri, Janet Healy, John Cohen, Sergio Pablos, Nina Rowan y Robert Taylor | Heitor Pereira, Pharrell Williams y Hans Zimmer | $ 69 M      | $ 543 M     |
| 2  | Hop                            | 2011             | Tim Hill                                            | Historia original: Cinco Paul y Ken Daurio Guion: Cinco Paul, Ken Daurio y Brian Lynch | Chris Meledandri y Michele Imperato Stabile                                          | Christopher Lennertz                            | $ 63 M      | $ 184 M     |
| 3  | El Lórax                       | 2012             | Chris Renaud                                        | Historia original: Dr. Seuss Guion: Cinco Paul y Ken Daurio                            | Chris Meledandri y Janet Healy                                                       | John Powell                                     | $ 70 M      | $ 349 M     |
| 4  | Despicable Me 2                | 2013             | Pierre Coffin y Chris Renaud                        | Guion: Cinco Paul y Ken Daurio                                                         | Chris Meledandri y Janet Healy                                                       | Pharrell Williams y Heitor Pereira              | $ 76 M      | $ 970 M     |
| 5  | Minions                        | 2015             | Pierre Coffin y Kyle Balda                          | Guion: Brian Lynch                                                                     | Chris Meledandri y Janet Healy                                                       | Heitor Pereira                                  | $ 74 M      | $ 1 159 M   |
| 6  | The Secret Life of Pets        | 2016             | Chris Renaud                                        | Guion: Cinco Paul, Ken Daurio y Brian Lynch                                            | Chris Meledandri y Janet Healy                                                       | Alexandre Desplat                               | $ 75 M      | $ 894 M     |
| 7  | Sing (película)                | 2016             | Garth Jennings                                      | Garth Jennings                                                                         | Chris Meledandri y Janet Healy                                                       | Joby Talbot                                     | $ 75 M      | $ 634 M     |
| 8  | Despicable Me 3                | 2017             | Pierre Coffin Y Kyle Balda Codirector: Eric Guillon | Guion: Cinco Paul y Ken Daurio                                                         | Chris Meledandri y Janet Healy                                                       | Pharrell Williams y Heitor Pereira              | $ 80 M      | $ 1 034 M   |
| 9  | El Grinch                      | 2018             | Scott Mosier y Yarrow Cheney                        | Historia original: Dr. Seuss Guion: Michael LeSieur y Tommy Swerdlow                   | Chris Meledandri y Janet Healy                                                       | Danny Elfman                                    | $ 75 M      | $ 526 M     |
| 10 | The Secret Life of Pets 2      | 2019             | Chris Renaud                                        | Guion: Brian Lynch                                                                     | Chris Meledandri y Janet Healy                                                       | Alexandre Desplat                               | $ 80 M      | $ 431 M     |
| 11 | Sing 2                         | 2021             | Garth Jennings                                      | Garth Jennings                                                                         | Chris Meledandri y Janet Healy                                                       | Joby Talbot                                     | $ 85 M      | $ 408 M     |
| 12 | Minions: The Rise of Gru       | 2022             | Kyle Balda                                          | Historia original: Brian Lynch y Matthew Fogel Guion: Matthew Fogel                    | Chris Meledandri y Janet Healy                                                       | Heitor Pereira                                  | $ 80 M      | $ 939 M     |
| 13 | Super Mario Bros.: La película | 2023             | Aaron Horvath y Michael Jelenic                     | Guion: Matthew Fogel                                                                   | Shigeru Miyamoto y Chris Meledandri                                                  | Bryan Tyler y Kōji Kondō                        | $100 M      | $ 1 357 M   |
| 14 | Migration                      | 2023             | Benjamin Renner                                     | Mike White                                                                             | Chris Meledandri                                                                     | John Powell                                     | $72 M       | $298 M      |
| 15 | Despicable Me 4                | 2024             | Chris Renaud                                        | Guion: Mike White y Ken Daurio                                                         | Chris Melendanri y Brett Hoffman                                                     | Heitor Pereira                                  | $100 M      | $808 M      |